# Ptilomyia mabelae
Ptilomyia mabelae är en tvåvingeart som först beskrevs av Cresson 1926.  Ptilomyia mabelae ingår i släktet Ptilomyia och familjen vattenflugor. Inga underarter finns listade i Catalogue of Life.